# Rosty István (vasi alispán)

A barkóczi Rosty család címere.

Barkóczi Rosty István (fl. 1710-†1744), királyi tanácsos, 1730 és 1744 között Vas vármegye alispánja és országgyűlési követe, 1741-ben vasi insurgens ezredes, földbirtokos.

## Élete
A Vas vármegyei nemesi származású barkóczi Rosty családban született. Apja barkóczi Rosty István (fl. 1684.–†1718), gróf Batthyány család jószágkormányzója (bonorum prefectus), földbirtokos, anyja jobbágyi Jobbágyi Regina (fl. 1691-1694). Az apai nagyszülei Rosty János (fl. 1632–1650), földbirtokos, aki 1632. október 31.-én szerzett armálist, és fületinczi Kelcz Anna (fl. 1650) voltak. Az anyai nagyszülei jobbágyi Jobbágyi Jeremiás (fl. 1636-1649) németújvári tiszttartó, földbirtokos, és Rainbolt Regina (fl. 1649) voltak. Egyik fivére barkóczi Rosty László (fl. 1710-1730) vasi főszolgabíró, földbirtokos, akinek a neje zalalövői Csapody Mária (fl. 1710-1714) úrnő volt. A másik fivére Rosty Miklós (†1739), huszárkapitány, kerületi táblai ülnök, földbirtokos, akinek a hitvese jakabházi Sallér Teréz (1684–1757) volt. Rosty István unokaöccse, Rosty László fia, Rosty Ferenc (1718–1790), királyi tanácsos, Vas vármegye alispánja, országgyűlési követe, földbirtokos, unokahúgai Rosty Katalin, akinek a férje szalapatakai Nagy Mihály (1706–1756) királyi tanácsos, Zala vármegye alispánja, országgyűlési követe, földbirtokos, valamint Rosty Anna (1722–1784), akinek a férje boldogfai Farkas Ferenc (1713–1770), Zala vármegye alispánja, táblabíró, földbirtokos voltak.
Rosty István miután a jogi tanulmányokat bevégezte, a Babocsay Pál huszár ezredében szolgált, ahol kapitányságig emelkedett, elválván ettől, 1717-ben Vas vármegye 
főpénztárnoka lett 1725-ig; innen a soproni kerületben tartományi biztos (provincialis commissarius) lett. 1730-ban Vas vármegye első alispánjává választották és az volt haláláig 1744-ig.
1732-ben Rosty István vármegyei alispán erőszakkal foglalta el az Őrség protestánsoknak az eredetileg középkori katolikus templomait és átadta azokat a katolikus egyháznak. Az év nyarán először a kemenesaljai evangélikus templomok „átvételére" került sor. Az 1732-ben kelt királyi rendeletre kellett Asszonyfát elhagynia Iványi Sándor református lelkésznek a többi kemenesalji lelkésszel együtt. A szintén református jómódú nemesi asszonyfalvi Ostffy Mihály koltai Vidos Miklóssal Pozsonyban és Bécsben is járt gyülekezeteik megmentése érdekében, de hűtlenségi perrel fenyegették meg. Maga Ostffy Mihály végül kénytelen volt Rosty István alispánnak a templom kulcsait átadni. Ezek az elfoglalások nagyjából simán mentek, de nem így az őrségi és vendvidéki református illetve evangélikus templomok elvétele. Rosty István, a vármegye első alispánja, amikor megkísérelte elfoglalni az őrségi templomokat, kemény ellenállásba ütközött. A domonkosfait templomot sikeresen foglalta el. 1732 augusztusában az alispánt és kíséretét Külső Rákosnál (ma Kisrákos) fogadta feldühödött tömeg, amely a még hátralevő templomok (többek között Belső Rákos, Őriszentpéter, Kercaszomor, Kerkáskápolna, Őrihodos, Velemér) átvételét meg is hiúsította. Ezeknek a templomoknak az elfoglalására végül 1732 novemberében került sor. Ekkor Rosty katonasággal szállta meg az őrségi falvakat. A „legimpertinensebb" ellenállókat, így a kercai Pongrácz Mátyást és még egy személyt - valószínűleg a bükaljai Kalamár Andrást - elfogatták. Előbb Körmenden fogták őket pálca alá, majd a németújvári börtönbe kerültek.
Időközben a híres 1741-es pozsonyi országgyűlésen mint Vas vármegye követe megyéjét jelesül képviselte. Hazajővén, ezredesi rangon Vas, Zala és Sopron vármegyék bandériumait oly gyorsan szervezte, miáltal ezek képesek voltak mint legelsők a csatatéren megjelenni. Ezért császári királyi és tanácsosi címet, valamint egyéb jutalmak ígéretét nyerte, mi azonban feledésbe ment.

## Házassága és leszármazottjai
Feleségül vette az ősrégi előkelő dunántúli nemesi származású szarvaskendi és óvári Sibrik családnak a sarját, szarvaskendi és óvári Sibrik Terézia (1692. – † Torony, Vas vármegye, 1755. március 10.) kisasszonyt, akinek a szülei szarvaskendi és óvári Sibrik János, földbirtokos és bocsári Svastics Erzsébet voltak. Az apai nagyszülei szarvaskendi és óvári Sibrik Kristóf, földbirtokos, és palásti Palásthy Zsuzsanna voltak. Az anyai nagyszülei bocsári Svastics Gábor, földbirtokos és felsőeőri Francsics Éva voltak. Rosty Istvánné Sibrik Teréznek az apai szépszülei Sibrik István, földbirtokos és az alsólendvai Bánffy családnak a sarja alsólendvai Bánffy Katalin (Nemti, 1573. március 31.) voltak; Sibrik Istvánné Bánffy Katalinnak a szülei alsólendvai Bánffy Miklós (1547–1593),  1569 és 1579 között Zala vármegye főispánja, a reformáció buzgó támogatója, nagybirtokos, és Zrínyi Orsolya (1552-1593) voltak. Rosty István és Sibrik Terézia frigyéből született:
- Rosty Mária (1710–†Csempesz, 1763. szeptember 5.).1.f.: lomniczai Skerlecz Sándor (Nagysé, 1700. április 4.), földbirtokos. 2.f.: nemes Vörös másképp Kovács Zsigmond, ügyvéd, földbirtokos. Skerlecz Sándor és Rosty Mária fia: Skerlecz Ferenc (1731–1802), helytartó tanácsos, királyi tanácsos, Békés vármegye főispánja, a Szent István-rend vitéze, földbirtokos.
- Rosty István (1712–Székesfehérvár, 1791. augusztus 9.), földbirtokos. Felesége: királydaróczi Daróczy Zsuzsanna (Paks, 1729. február 22.–†?)
- Rosty Károly, huszár kapitány, földbirtokos. Neje: nemes Posgay Terézia (1742. – † Kolta, Vas vármegye, 1811. október 24.)
- Rosty Franciska (Torony, 1729. január 9.–Egyházasfalu, 1771. június 7.). 1.f.: hertelendi és vindornyalaki Hertelendy Gábor (Bucsu, 1713. március 14.–Bucsu, 1757. május 15.).2.f.: felsőpásztori Pászthory László (Sopron, 1708. november 27.–Egyházasfalu, 1783. szeptember 7.)[8]
- Rosty Miklós (Torony, 1730. december 6.– Róma, 1767) bölcseleti doktor, remete szent Pál-rendi szerzetes.
- Rosty László (Torony, 1732. március 31.–Szombathely, 1783. január 1.), földbirtokos. Hitvese: vizeki Tallián Magdolna (Rábakovácsi, 1742. július 24.–Szombathely, 1796. február 4.)